# Quercus brandegeei
Quercus brandegeei, és una espècie rara de planta que pertany a la família de les fagàcies i està dins de la secció dels roures blancs.

## Morfologia
Quercus brandegeei és un arbre perennifoli de fins a 20 metres d'alçada. Les seves fulles, de fins a 65 mm de longitud, són el·líptiques o lanceolades, sense lòbuls; el limbe foliar pot no tenir dents, o tenir-ne uns pocs de punxeguts.
Les glans de Quercus brandegeei han servit tradicionalment d'aliment bàsic als éssers humans, consumint-ne tant crues com torrades, encara que preferentment en forma d'atole, el qual es prepara barrejant les llavors, torrades i moltes, amb llet a temperatura propera a la d'ebullició.

## Distribució
És endèmica de la sierra La Laguna, a la zona meridional de l'estat mexicà de Baixa Califòrnia Sud. Juntament amb altres fagàcies perennifòlies nord-americanes va ser denominat popularment en castellà com encina o encino (alzina) per analogia amb l'alzina (Quercus ilex) de la península Ibèrica.

## Amenaces
L'espècie figura a la llista vermella de la UICN com a en perill d'extinció
 i amenaçada per l'assecament climàtic a llarg termini i per la pèrdua d'hàbitat.

## Taxonomia
Quercus brandegeei va ser descrita per Edward Alphonso Goldman i publicat a Contributions from the United States National Herbarium 16: 321. a l'any 1916.
Etimologia
Quercus: Nom genèric del llatí que designava igualment al roure i a l'alzina.
brandegeei: epítet atorgat en honor del botànic estatunidenc, Townshend Stith Brandegee.